# Born into This
Born into This è l'ottavo album discografico in studio del gruppo musicale inglese The Cult, pubblicato nel 2007.

## Tracce
Tutti i brani sono stati composti da Ian Astbury e Billy Duffy.
1. Born Into This – 4:04
2. Citizens – 4:32
3. Diamonds – 4:06
4. Dirty Little Rockstar – 3:40
5. Holy Mountain – 3:42
6. I Assassin – 4:13
7. Illuminated – 4:07
8. Tiger in the Sun – 5:09
9. Savages – 3:54
10. Sound of Destruction – 3:30

## Bonus Disc (Savage Edition)
1. Stand Alone – 5:13
2. War Pony Destroyer – 4:21
3. I Assassin (Demo) – 4:37
4. Sound of Destruction (Demo) – 4:25
5. Savages (Full Length Version) – 4:32

## Formazione
- Ian Astbury – voce
- Billy Duffy – chitarre
- Chris Wyse – basso, cori
- John Tempesta – batteria, percussioni